# Rachel Thompson
Rachel Thompson (sinh ngày 24 tháng 3 năm 1964) là một vận động viên chạy cự ly trung bình ở Sierra Leone. Cô đã thi đấu ở nội dung 1500 mét nữ tại Thế vận hội Mùa hè 1988.